# Erdkundeunterricht

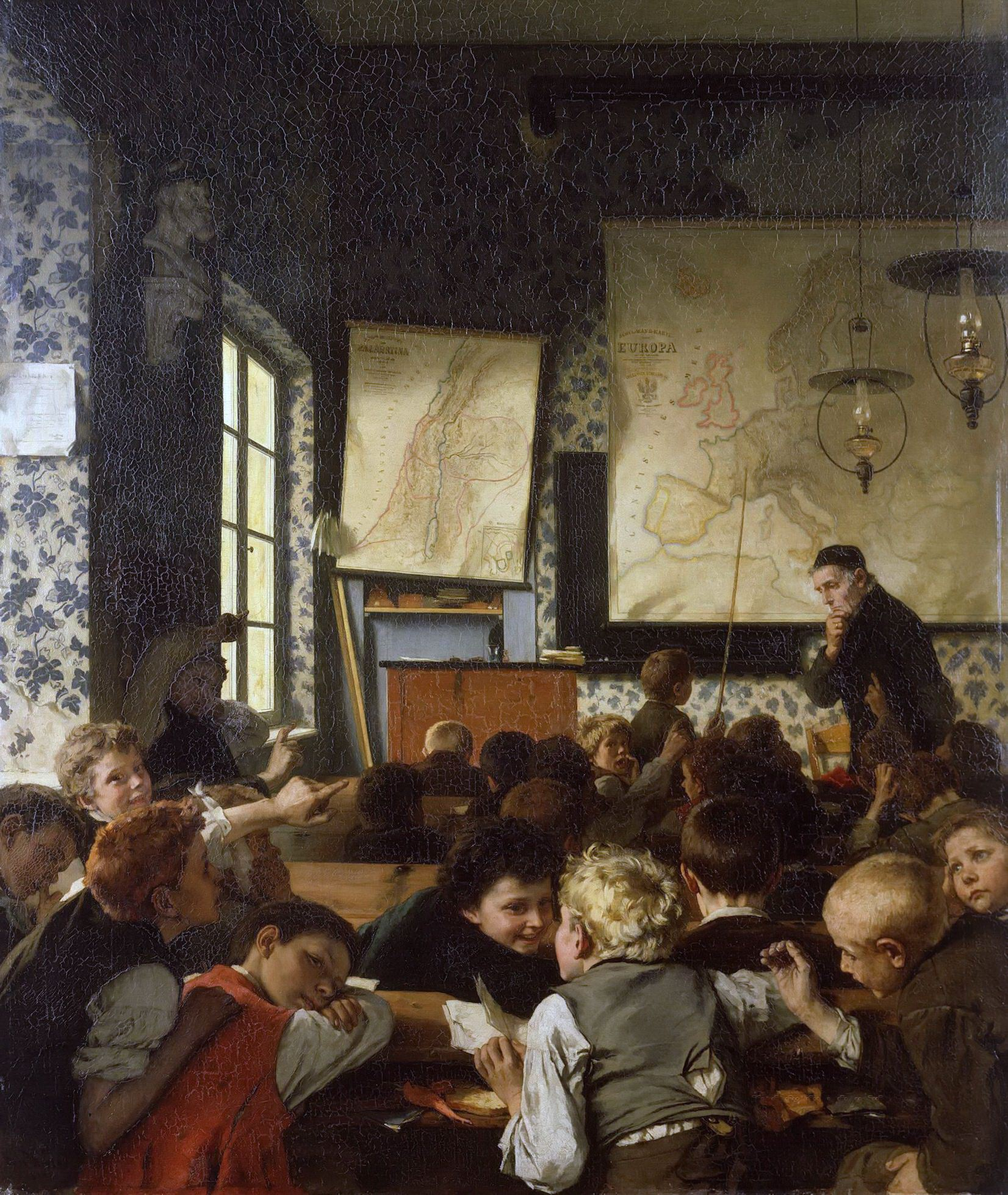
Jung-Deutschland in der Schule (Schulstube während des Geographieunterrichts), Gemälde von Carl Hertel, 1874, Nationalgalerie Berlin

Erdkundeunterricht, kurz Erdkunde oder Geographie, bezeichnet einen Unterricht, der sich mit verschiedenen Themen zum Planeten „Erde“ auseinandersetzt. Zum Unterrichtsstoff, der von dafür eigens ausgebildeten Lehrern unterrichtet wird, gehören unterschiedlichste Themenfelder der Geographie, darunter astronomische Themen wie beispielsweise „Die Erde als Planet im Sonnensystem“, des Weiteren geographische Themen wie etwa „Elementare kartographische Grundlagen“ oder „Ausgewähltes aus der Wirtschaftsgeographie“, aber auch globale Themen wie „Klimawandel“, „Umweltverschmutzung“, „wirtschaftliche Globalisierung“ und dergleichen mehr.
Erdkunde/Geographie gilt in den meisten Staaten der Erde als reguläres Unterrichtsfach an Schulen. In Grundschulen wird es mit anderem thematischem Schwerpunkt, teilweise mit räumlich engem Bezug zur regionalen Umgebung, unter der Bezeichnung „Heimatkunde“ unterrichtet.

## Allgemeines
Dieses Fach wird erst ab der Unterstufe (5. Schulstufe) der Sekundarstufe I eigenständig unterrichtet. In der Volksschule (Primarstufe) hingegen werden Inhalte dieses Fachbereichs als „Gesamtunterricht“ im Rahmen des Gegenstands „Sachunterricht“ gelehrt. Die Bezeichnung Erdkundeunterricht wurde und wird oft synonym zur Bezeichnung Geographieunterricht verwendet. Häufig wird der Gegenstand in den Pflichtschulen der S I bzw. auch noch in der Realschule so genannt. Gymnasien und andere höhere Schulen verwendeten für den Schulgegenstand die Bezeichnung Geographie. In der heutigen Literatur zur Fachdidaktik wird von den meisten Autoren die Bezeichnung Geographieunterricht verwendet.
Das traditionelle Paradigma des Erdkundeunterrichts war lange Jahrzehnte hindurch das der (Schul-)Länderkunde. Der Unterricht ging von der Heimat (und damit von der Heimatkunde) aus und sollte dann nach dem Prinzip vom Nahen zum Fernen, „Vom Gesichtskreise in geordneter Stufenfolge zu einer reinen und umfassenden Ansicht der Erd- und Menschengeschichte und ihres gegenseitigen Einflusses aufeinander fortschreiten“ (so etwa Pestalozzi, der eng mit Carl Ritter zusammenarbeitete). Auf Ritter und seine Schüler ging dann auch die Bedeutung des länderkundlichen Vergleichs und des länderkundlichen Schemas zurück. Im 19. Jahrhundert war in der Praxis die Erdkunde vorerst noch kein selbständiges Schulfach, aber obligater Unterrichtsgegenstand. Diesterweg verwies auf die Bedeutung von Wanderungen (und Reisen) bzw. auf die Selbsttätigkeit der Schüler.
Eine Übersicht zu den heutigen Lehrplänen in Deutschland findet man auf dem deutschen Bildungsserver, oder bei Lehrer-online.de. Zu Österreich sei auf den Stichworteintrag Geographie und Wirtschaftskunde verwiesen.
Im unterrichtsmethodischen Bereich erschien 1919 in zwei Bänden Paul Adolf Wagners Methodik des erdkundlichen Unterrichts, die als Standardwerk dieser Zeit galt (2. Auflage 1925/26) und uns heute einen guten Überblick zum erdkundlichen Unterricht in der Zwischenkriegszeit gibt.